# ساختار رزونانسی

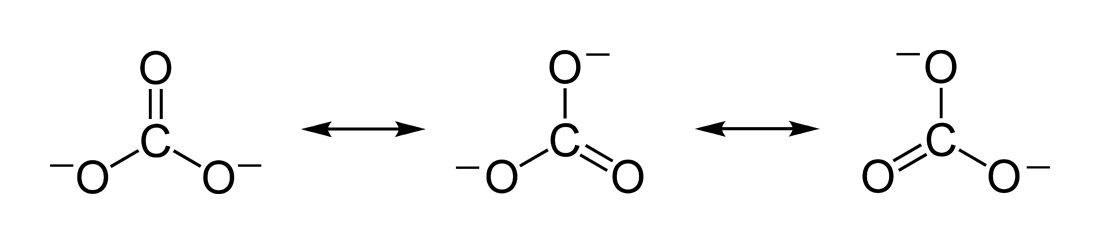
حالت‌های مختلف رزونانس برای یون کربنات

ساختار رزونانسی(به انگلیسی: Resonance) یک مولکول که بیش از یک ساختار لوویس دارد، این ساختارها تنها در شیوه توزیع الکترون‌هایشان تفاوت دارند. رزونانس پدیده‌ای است که رابطه این ساختارها را با ساختار واقعی مولکول براساس جابه‌جایی الکترون‌ها توجیه می‌کند.
مولکول‌هایی که اتم های آنها از ساختار رزونانسی برخوردار باشند میتوانند خاصیت رسانای الکتریکی داشته باشند که نمونه بارز آن مقایسه اتم کربن در الماس و گرافیت است که با توجه به اینکه گرافیت از خاصیت رزونانسی برخوردار است رساناست ولی اتم های کربن در الماس چون رزونانسی نیستند پس رسانا هم نیستند.